# Crystallographic Information File
Das Crystallographic Information File (CIF) ist ein Standard-Textdateiformat zur Darstellung kristallographischer Informationen, das von der International Union of Crystallography (IUCr) herausgegeben wird.
Das Dateiformat wurde ursprünglich von Hall, Allen und Brown (1991) für die Archivierung kristallographischer Experimente mit kleinen Molekülen entwickelt und ist seitdem überarbeitet worden. Es wurde im Jahr 1997 durch das Wörterbuch erweitert (mmCIF), um Datenelemente aufzunehmen, die für makromolekulare kristallographische Experimente (PDBx/mmCIF) relevant sind. Dieses Format hat seit 2002 die Version 1.1 und überwindet die Beschränkungen des bisherigen PDB-Dateiformats. Es unterstützt Daten, die große Strukturen, komplexe Chemie sowie neue und hybride experimentelle Methoden darstellen.
Das alte PDB-Dateiformat wird nicht mehr geändert oder erweitert, um neue Inhalte zu unterstützen. Mit der Weiterentwicklung des PDBx/mmCIF-Formats werden die Dateien im PDB-Format veraltet sein. Die vollständigen Spezifikationen für das Format sind auf der IUCr-Website verfügbar. Viele Computerprogramme für die molekulare Betrachtung sind mit diesem Format kompatibel, darunter auch PyMOL und Jmol.